# 수영구

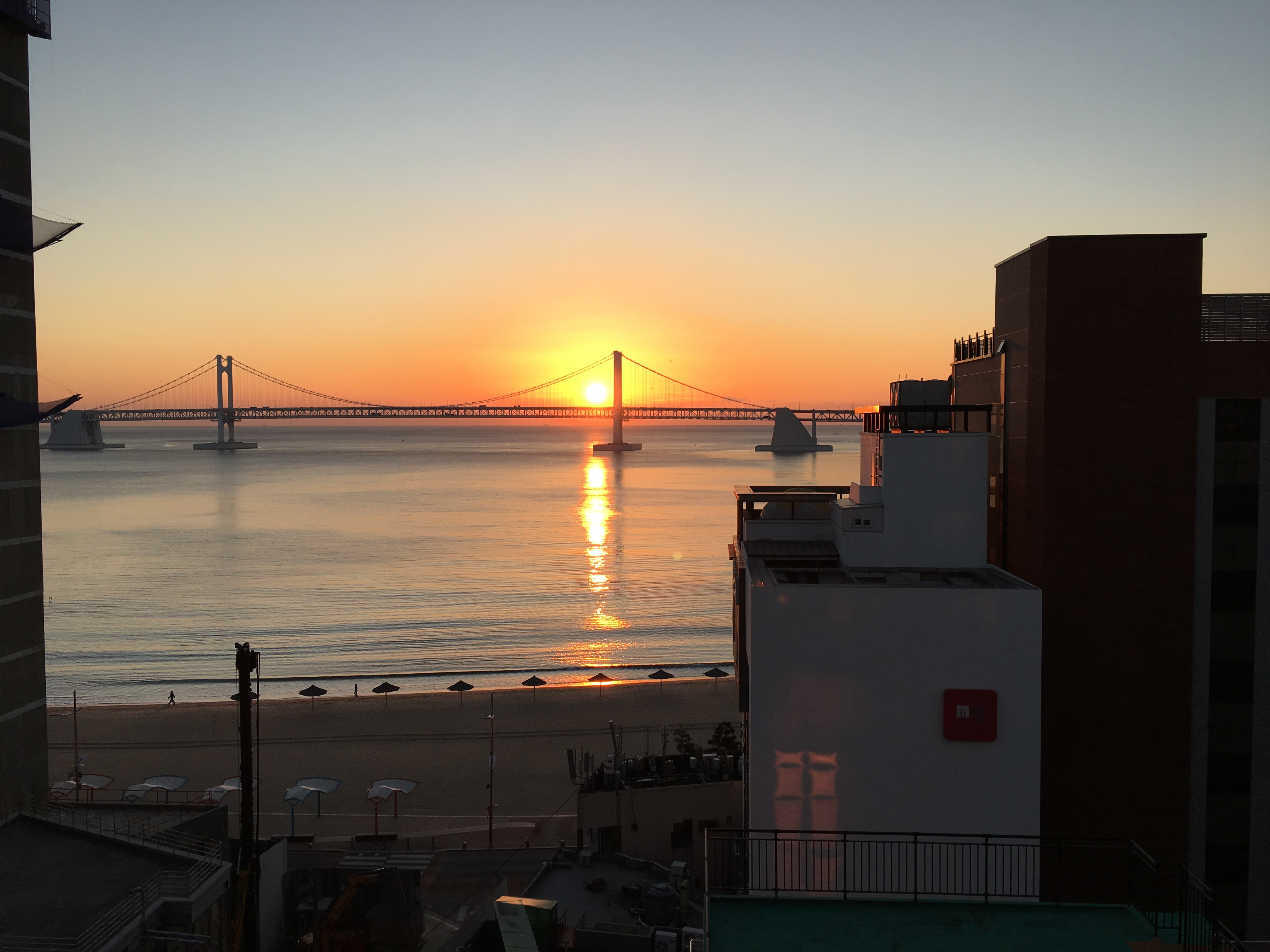
광안리의 한 아파트에서 바라본 야경

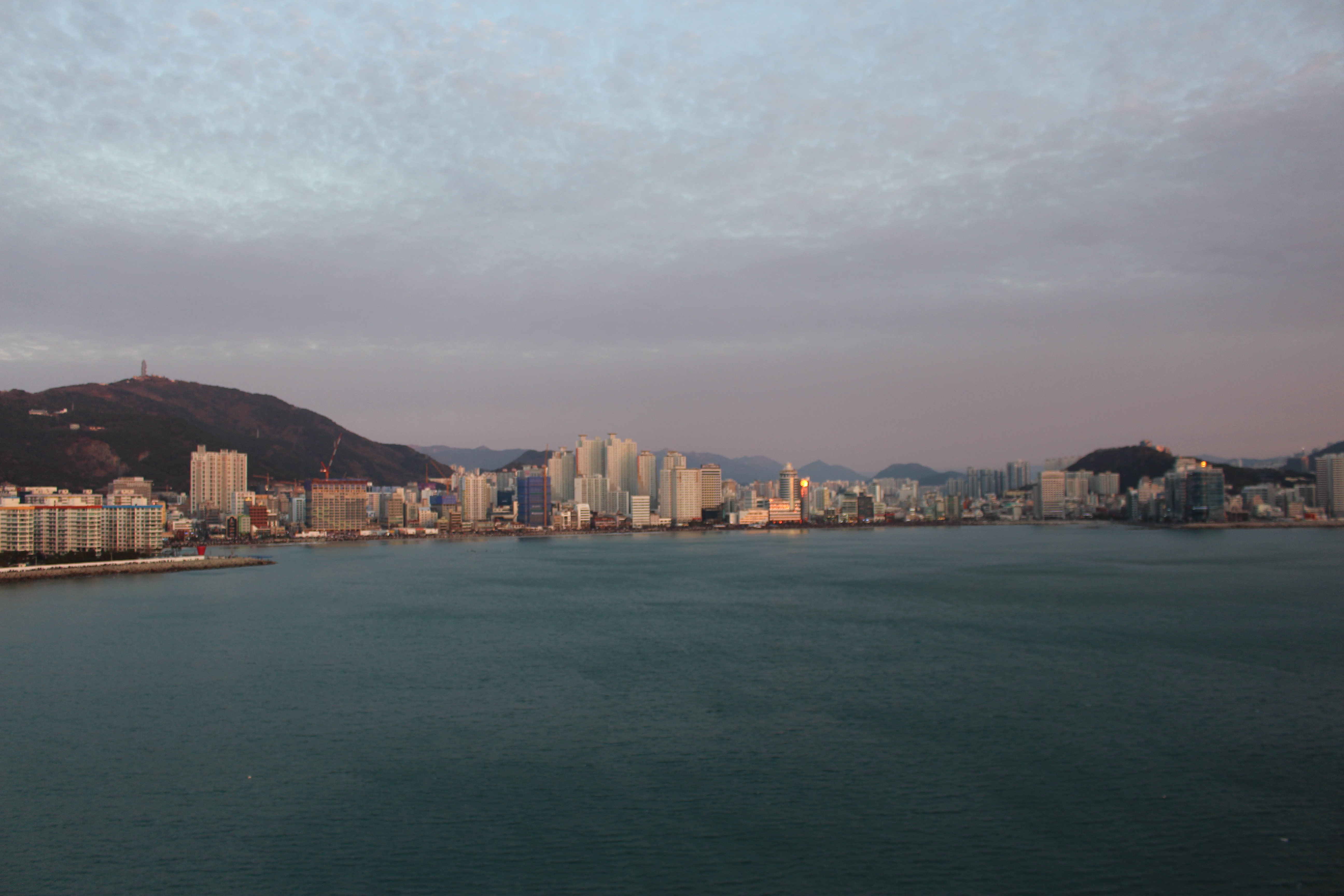
광안리해수욕장 주변에서 바라본 도심지의 모습. 좌측에 있는 삼익비치타운을 필두로, 아파트 단지들이 빼곡차게 들어서 있다.

수영구(水營區, 경상어:수옝구 )는 부산광역시 남부에 있는 구이다. 1995년 3월 1일 부산 남구에서 분리되어 수영구가 신설되었다. 지명은 조선시대 경상좌수영이 있었기 때문에 수영(水營)이란 이름이 붙었다. 광안리 해수욕장과 금련산 등의 관광지가 있다.

## 역사
| Daedongyeojido (Gyujanggak) 19-01.jpg |  |
|                                       |  |

수영이라는 명칭은 현재의 수영동에 조선시대 임진왜란 당시 동해쪽의 해상방어를 담당하였던 지금의 해군 지역본부에 해당하는 《경상좌도 수군절도사영》이 있었던 곳으로 ‘수군’에서 “수(水)”자와 ‘절도사영’에서 “영(營)”자를 따와서 ‘수영(水營)’이라는 지명이 생겨났다.
- 1914년 3월 1일 : 동래군에 속하게 됨
- 1936년 4월 1일 : 부산부 행정구역확장 부산진출장소
- 1942년 10월 1일 : 부산부 행정구역확장 부산진출장소
- 1949년 8월 15일 : 부제폐지, 부산시로 개칭
- 1953년 9월 10일 : 부산시 대연출장소 설치
- 1957년 1월 1일 : 구제실시 부산진구 대연출장소(6개동)와 동래구 수영출장소(3개동)개편
- 1963년 1월 1일 : 부산직할시 승격 (6구 7출장소)
- 1975년 10월 1일 : 부산 남구로 승격
- 1995년 1월 1일 : 부산광역시로 명칭변경 (15구 1군)
- 1995년 3월 1일 : 남구의 일부를 관할로 수영구를 설치하였다.[4]

## 지리

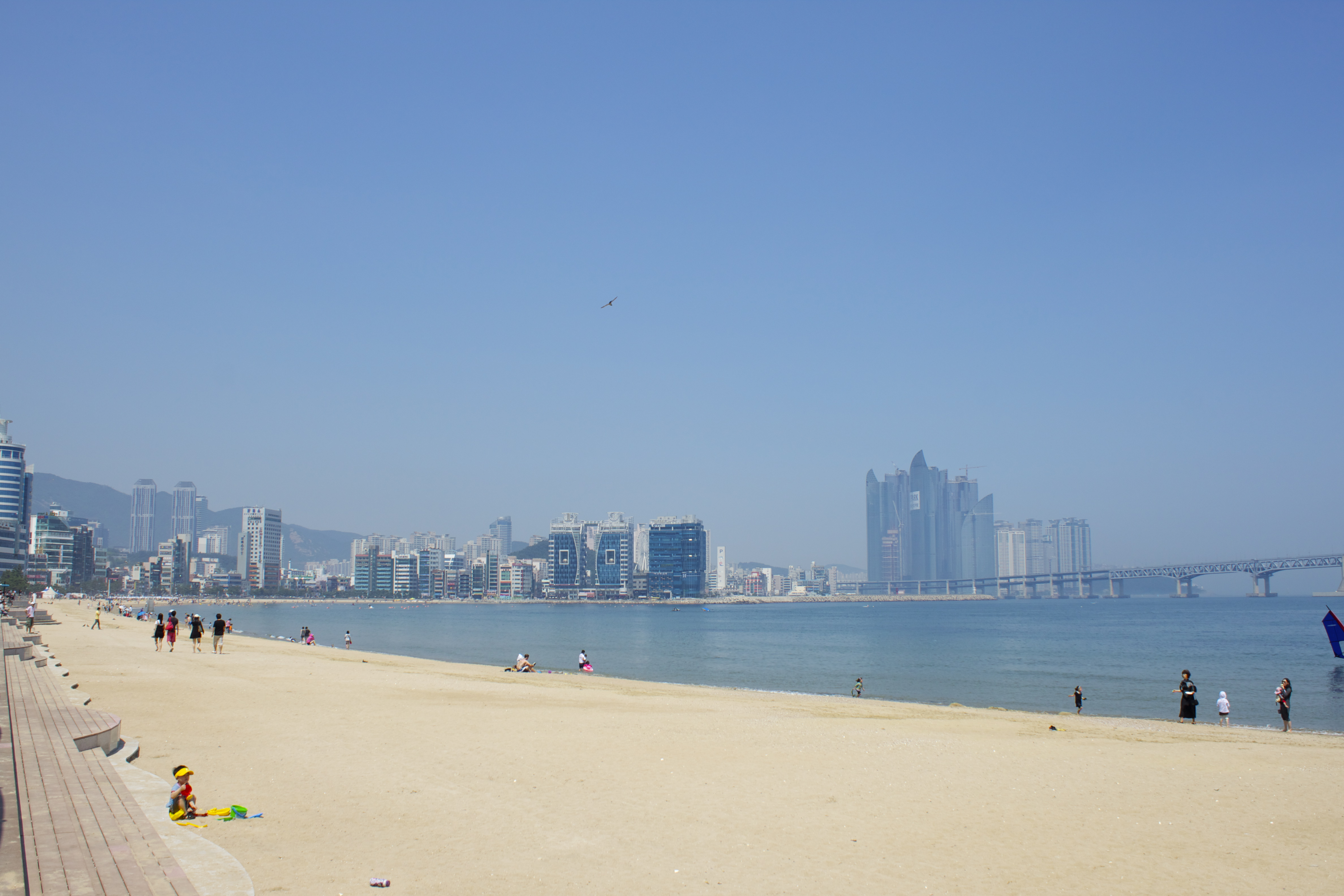
광안리 해수욕장

수영구는 부산의 동남부의 황령산 남측에 자리잡고 있으며, 도심으로부터 7.8 ~ 12km에 위치해 있다.
주변지역은 동북쪽으로 수영강을 경계로 해운대구와 서남쪽으로는 대남로타리를 경계로 연제구와 부산 남구 등 4개의 자치구와 인접하고 있으며, 서북쪽으로는 금련산을 경계로 부산진구와, 북쪽으로는 동래구와 접해 있다.
도심과 외곽지역을 연결하는 통과지역에 입지하여 교통이 혼잡한 편이며, 남쪽으로는 해안에 접해있어 해양 휴양기능이 강한 지역이다.
구청 소재지는 수영구 남천 2동이다.

## 행정 구역
수영구의 행정 구역은 5개의 법정동, 10개의 행정동으로 구성되어 있다. 수영구의 면적은 10.2 km2이고, 2015년 12월 31일 주민등록 기준으로 인구는 17만9795 명, 7만6325 가구이다.

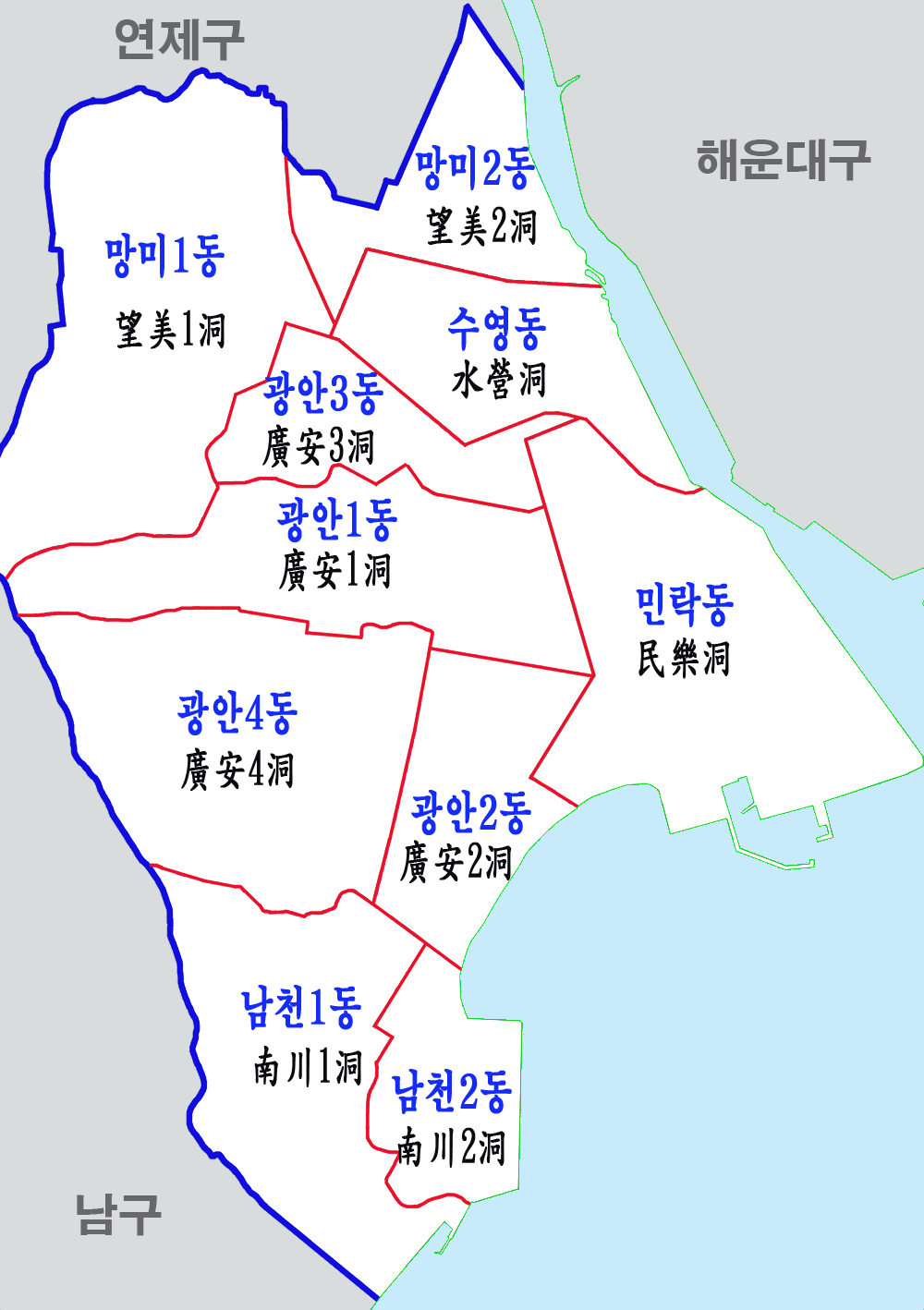
수영구의 행정 구역

| 행정동    | 한자      | 면적 (km2) | 인구 (명) | 세대   |
| --------- | --------- | ---------- | --------- | ------ |
| 남천제1동 | 南川第1洞 | 0.99       | 15,155    | 6,259  |
| 남천제2동 | 南川第2洞 | 0.66       | 14,910    | 5,551  |
| 수영동    | 水營洞    | 0.72       | 16,265    | 7,461  |
| 망미제1동 | 望美第1洞 | 1.82       | 27,165    | 10,956 |
| 망미제2동 | 望美第2洞 | 0.81       | 13,161    | 5,338  |
| 광안제1동 | 廣安第1洞 | 1.21       | 25,596    | 11,254 |
| 광안제2동 | 廣安第2洞 | 0.45       | 18,072    | 7,795  |
| 광안제3동 | 廣安第3洞 | 1.18       | 10,604    | 5,299  |
| 광안제4동 | 廣安第4洞 | 0.84       | 15,025    | 6,199  |
| 민락동    | 民樂洞    | 1.52       | 23,842    | 10,213 |
| 수영구    | 水營區    | 10.20      | 179,795   | 76,325 |

## 인구
| 연도   | 총인구    | ; |
| ------ | --------- | - |
| 1995년 | 195,222명 |   |
| 2000년 | 175,154명 |   |
| 2005년 | 172,189명 |   |
| 2010년 | 169,081명 |   |
| 2015년 | 173,069명 |   |

## 문화
도심 속에 자리잡은 천혜의 광안리 해수욕장은 대표적인 수영구의 관광지로 면적 82,000m2, 사장길이 1.4km, 사장폭은 25~110m에 달한다. 질 좋은 사질에 완만한 반월형으로 휘어진 사장은 전국적으로 이름나 매년 많은 사람들을 불러온다.
수려한 금련산에 둘러싸인 쾌적한 주거환경인 데다가, 웅장하고 아름다운 광안대교와 수영사적공원, 민락수변공원, 광안리해변테마거리 등 친환경적인 휴식공간도 많아 시민들로부터 사랑받는 “머물고 싶은 도시, 다시 찾고 싶은 관광지”로서의 위상을 정립해 가고 있다.
수영구는 ‘수영야류’와 ‘좌수영 어방놀이’, 수영성 남문, 곰솔 등 많은 유무형문화재와 천연기념물이 있을 뿐 아니라 전통문화의 계승 발전을 위한 각종 문화활동도 활발한 지역이다.
KBS·MBC 자리잡은 언론의 중심지이며 민락·남천횟촌, 벚꽃거리, 카페거리 등 먹거리와 볼거리가 풍부하다.

## 교통
부산 도시철도 2호선과 부산 도시철도 3호선의 환승역인 수영역을 교통 중심축으로 하고 있어 부산 동남부의 관광, 정보, 상업, 유통 기능의 중심 도시 지역이다.
구청 인근에는 부산 도시철도 2호선 남천역과 금련산역이 있다.

### 광안리해수욕장

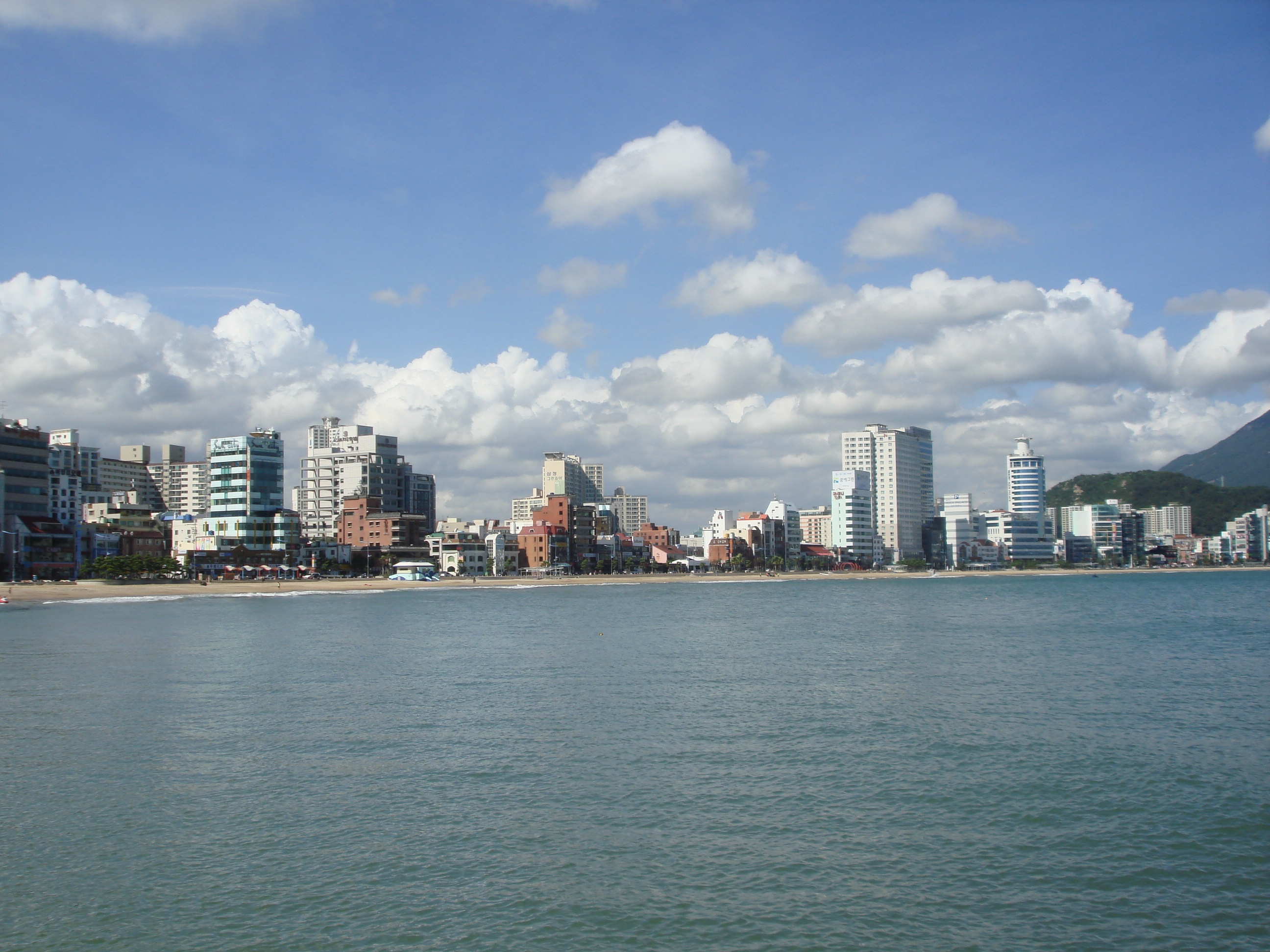
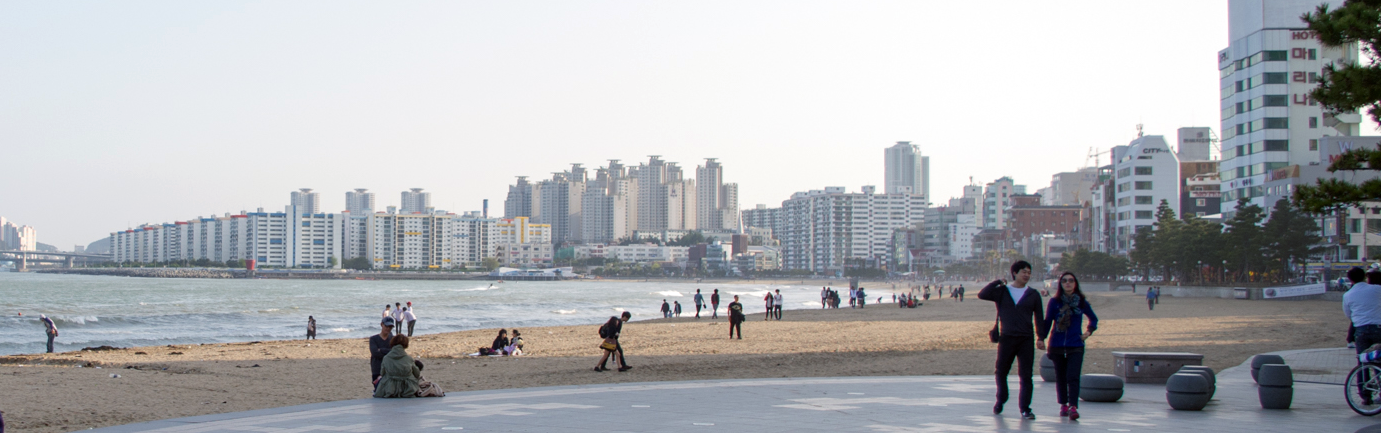
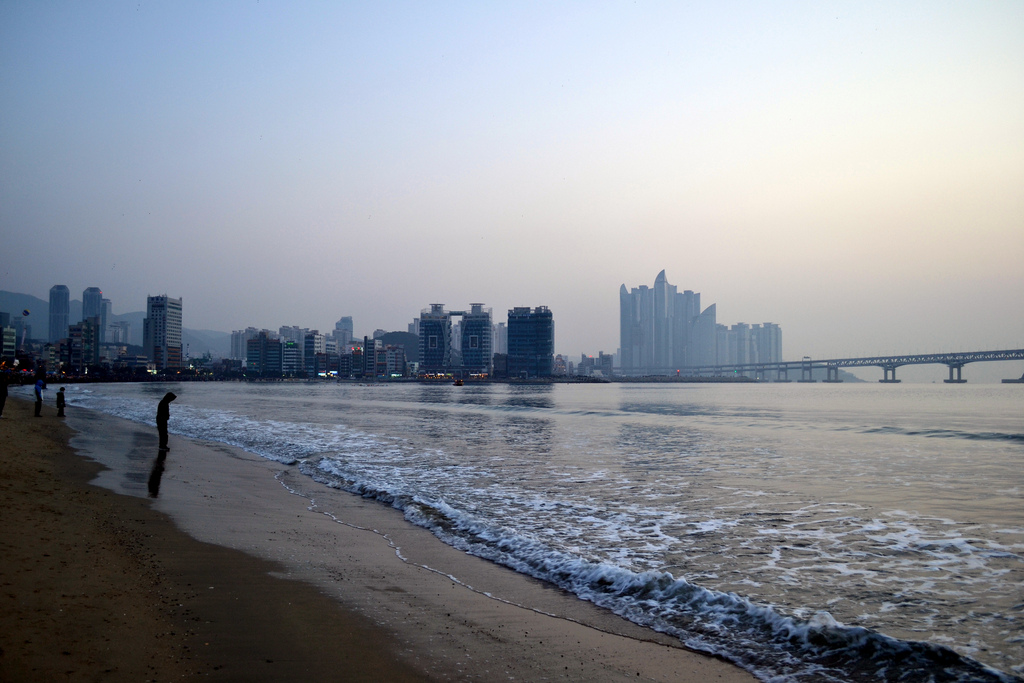
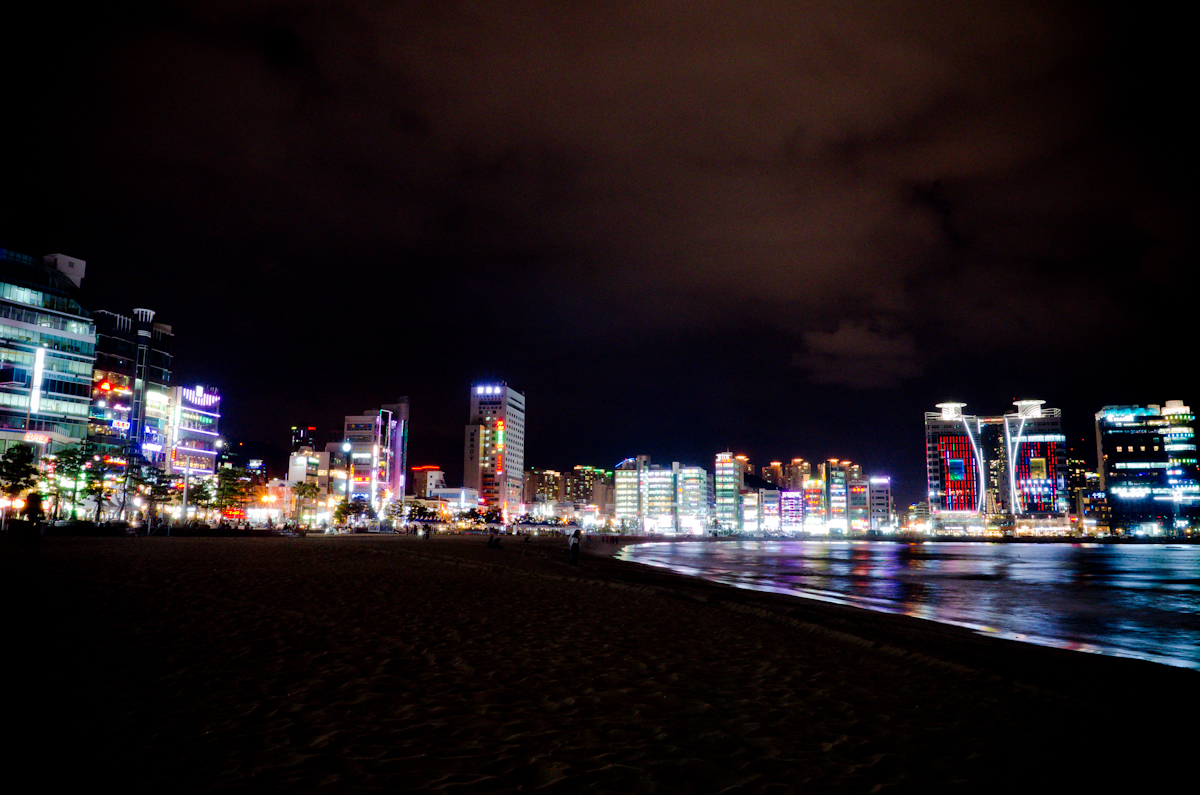

### 광안대교

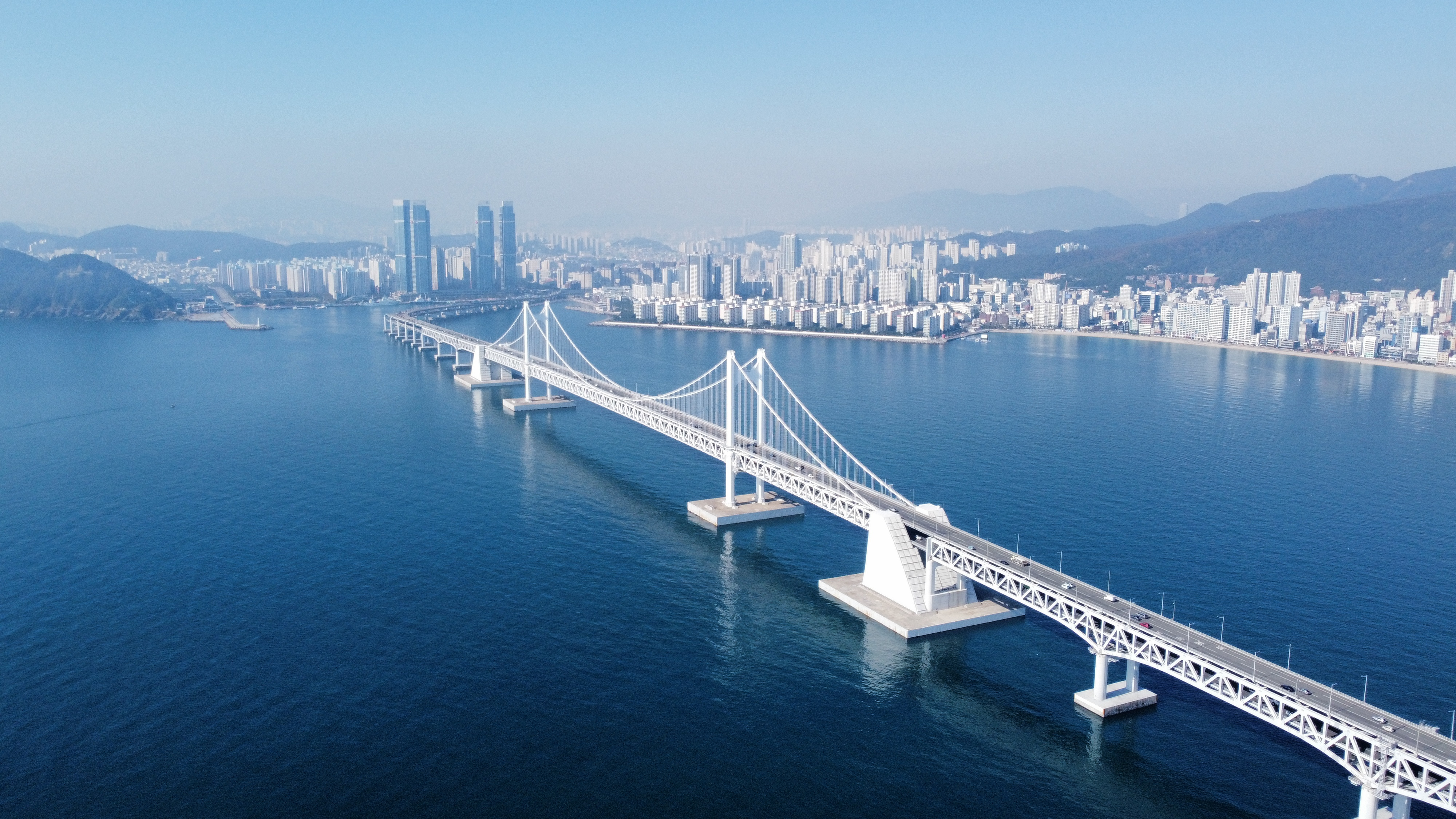
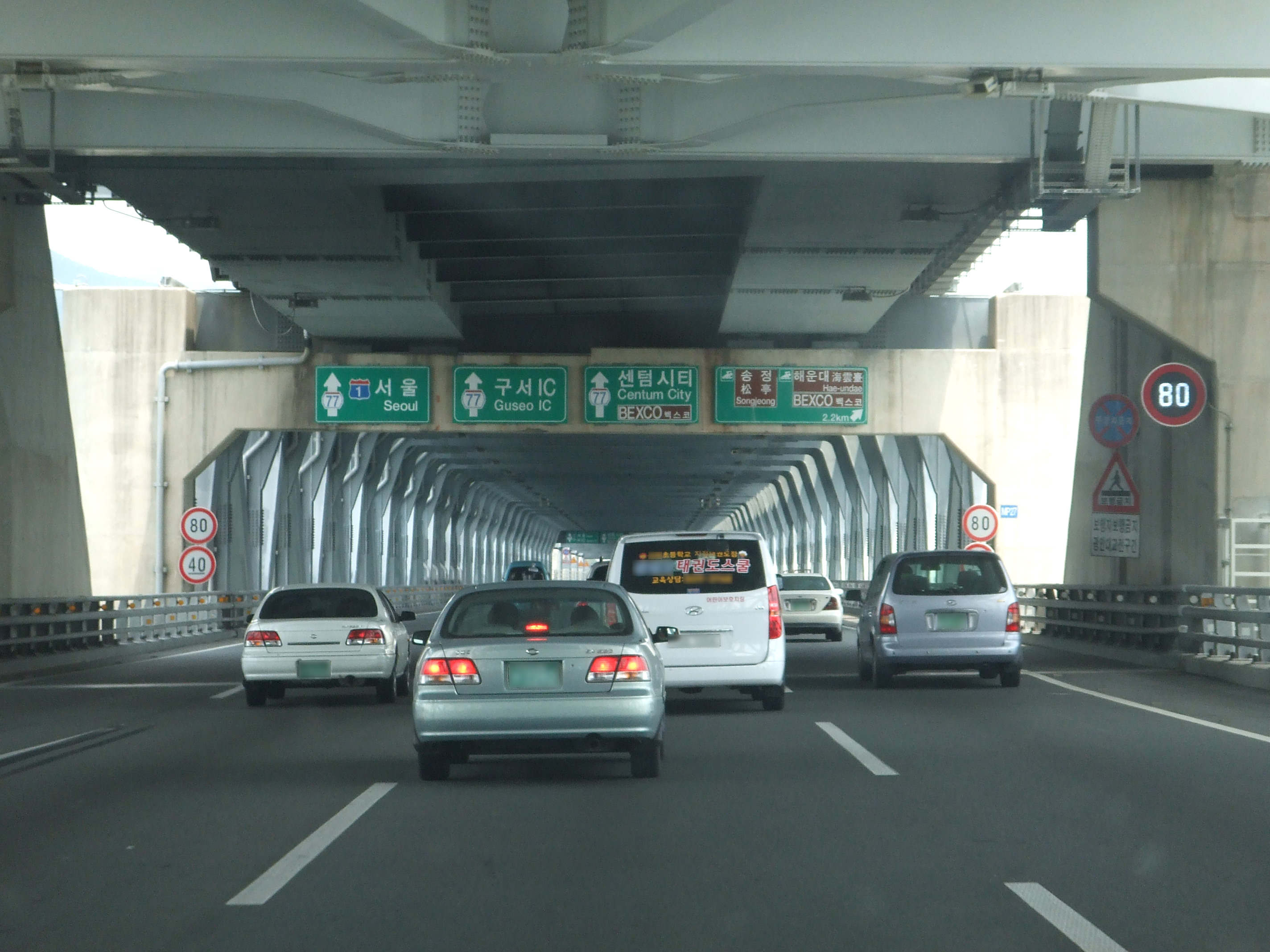
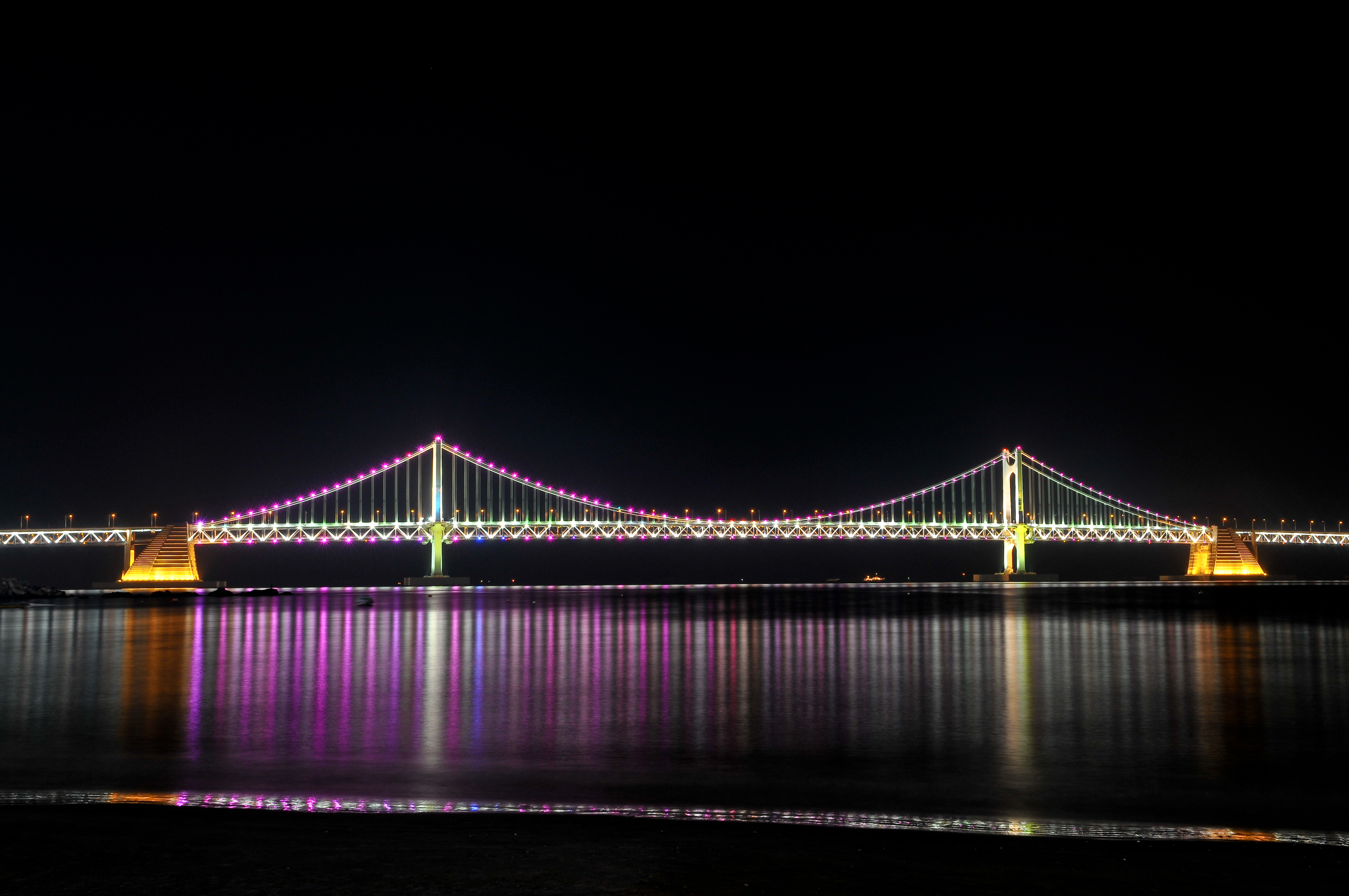

### 도시철도 2호선
| 역 번호 | 역명                | 로마자 역명  | 한자 역명 | 지상 / 지하 | 접속 노선             | 역간 거리 | 영업 거리 | 소재지 | 소재지 |
| ------- | ------------------- | ------------ | --------- | ----------- | --------------------- | --------- | --------- | ------ | ------ |
| 207     | 민락                | Millak       | 民樂      | 지하        |                       | 1.0       | 5.9       | 수영구 |        |
| 208     | 수영                | Suyeong      | 水營      | 지하        | ● 부산 도시철도 3호선 | 0.9       | 6.8       | 수영구 |        |
| 209     | 광안                | Gwangan      | 廣安      | 지하        |                       | 0.9       | 7.7       | 수영구 |        |
| 210     | 금련산              | Geumnyeonsan | 金蓮山    | 지하        |                       | 0.9       | 8.6       | 수영구 |        |
| 211     | 남천 (KBS·수영구청) | Namcheon     | 南川      | 지하        |                       | 0.9       | 9.5       | 수영구 |        |

### 도시철도 3호선
| 역 번호 | 역명          | 로마자 역명 | 한자 역명 | 지상 / 지하 | 접속 노선             | 역간 거리 | 영업 거리 | 소재지 |
| ------- | ------------- | ----------- | --------- | ----------- | --------------------- | --------- | --------- | ------ |
| 301     | 수영          | Suyeong     | 水營      | 지하        | ● 부산 도시철도 2호선 | -         | 0.0       | 수영구 |
| 302     | 망미 (병무청) | Mangmi      | 望美      | 지하        |                       | 1.0       | 1.0       | 수영구 |

## 교육 기관
초등학교
- 남천초등학교
- 광남초등학교
- 광안초등학교
- 호암초등학교
- 민안초등학교
- 민락초등학교
- 수영초등학교
- 수미초등학교
- 배산초등학교
- 망미초등학교

중학교
- 부산수영중학교
- 동수영중학교
- 광안중학교
- 한바다중학교
- 동아중학교

고등학교
- 덕문여자고등학교
- 부산여자상업고등학교
- 부산남일고등학교
- 부산동여자고등학교

특수학교
- 부산배화학교

외국인학교
- 부산일본인학교

## 산업 및 언론사

### 수산업
- 지방어항 : 민락항

### 언론사
- KBS 부산방송총국(KBS부산)
- 부산문화방송(부산MBC)

## 기업체
고려제강

## 갤러리

### 도심풍경

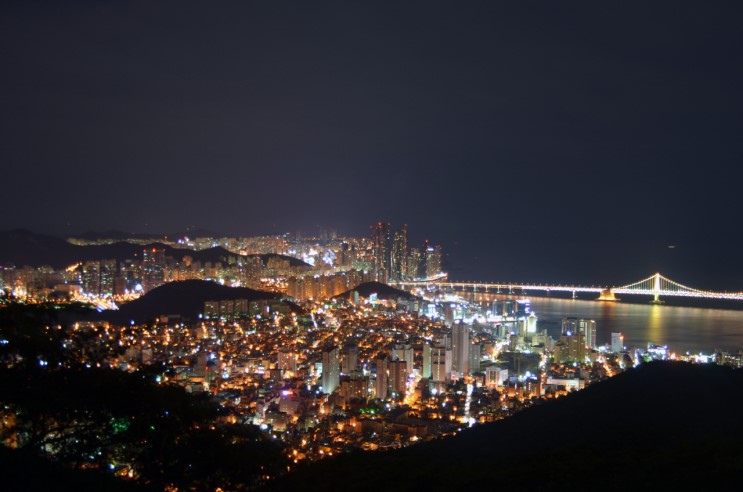
야경
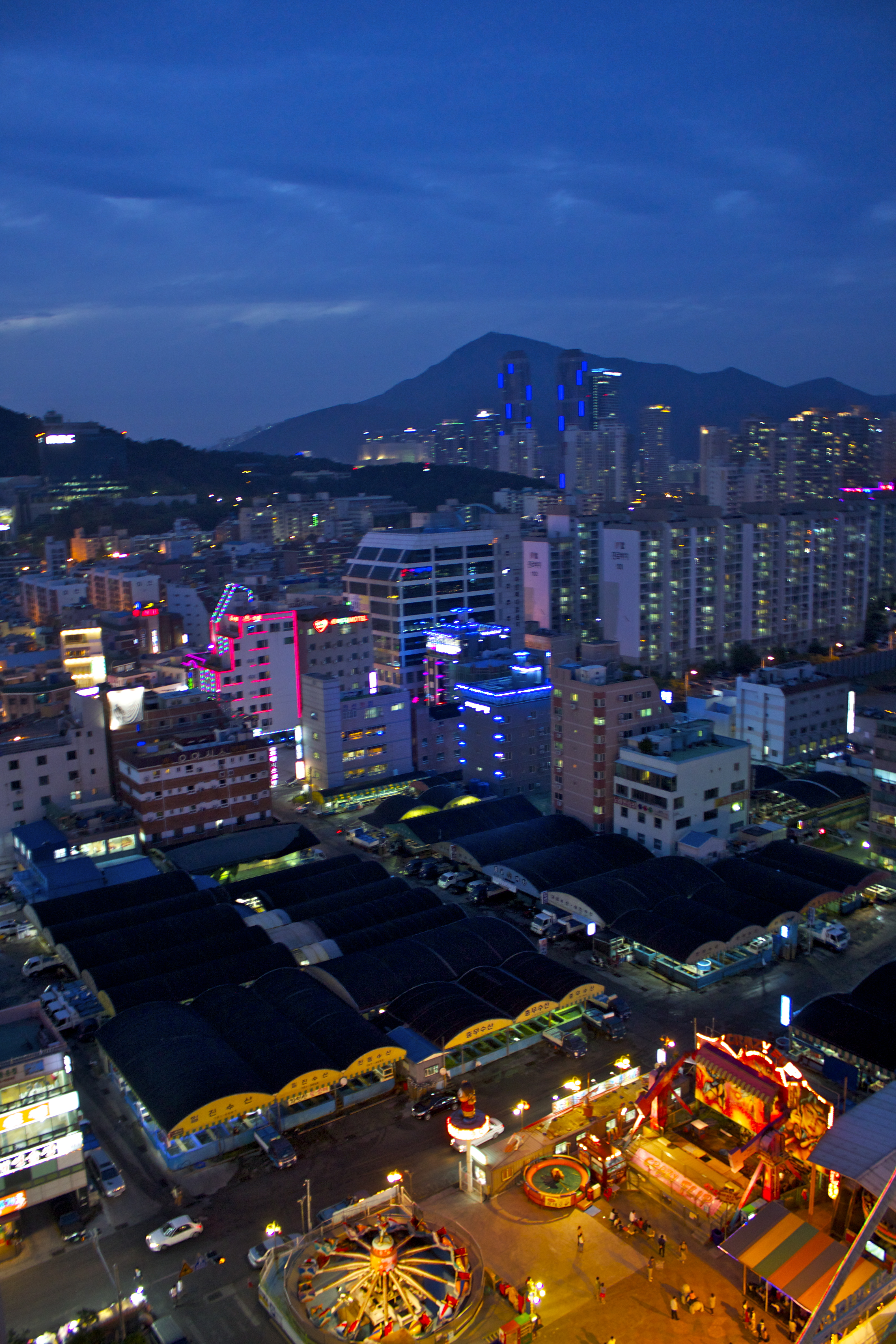
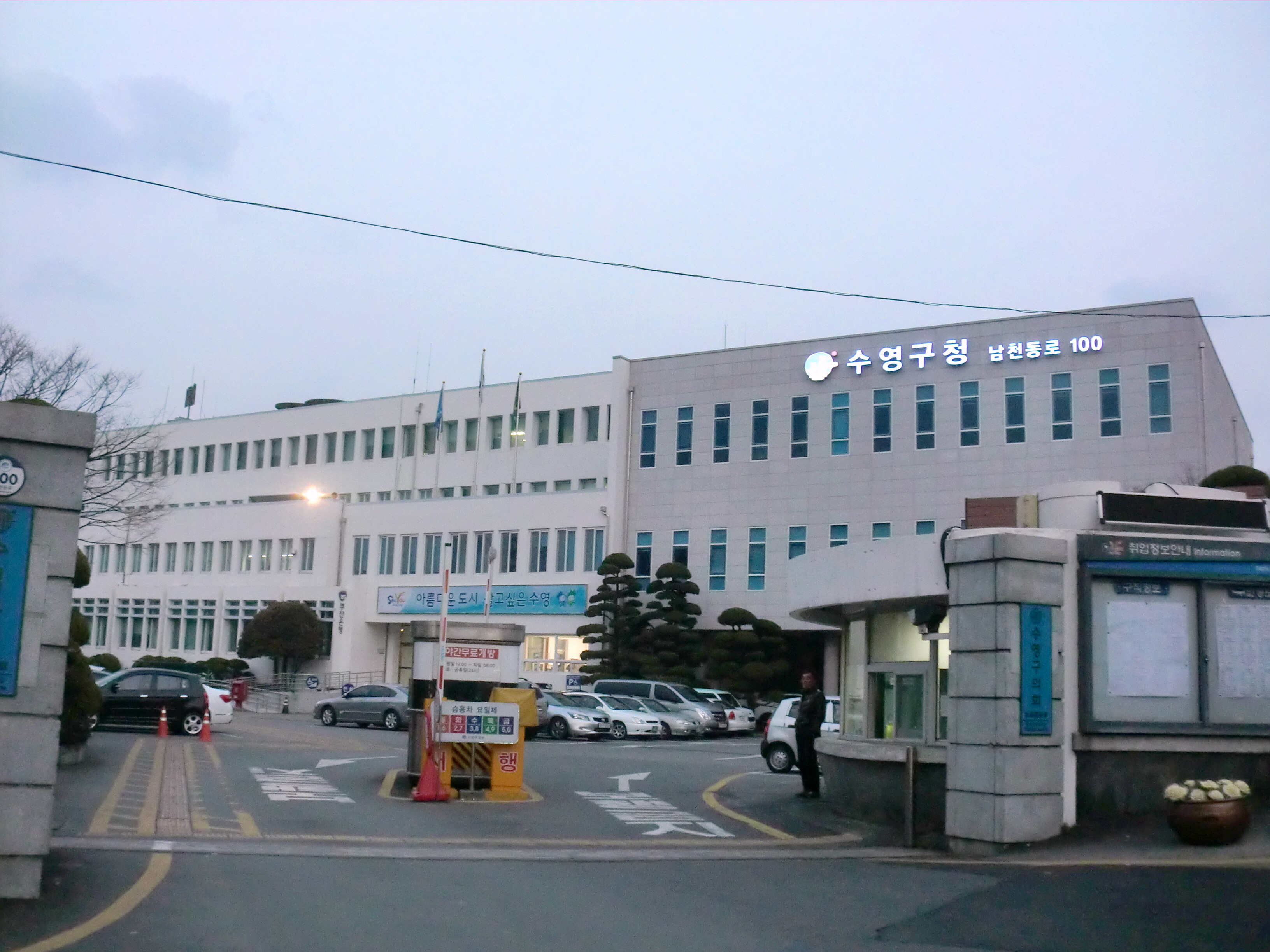
수영구청

## 자매결연도시
수영구의 자매결연도시는 3개 대한민국 도시(전라남도 구례군, 경상북도 울릉군, 전북특별자치도 부안군)가 있다.
| 수영구의 자매결연도시(3개 대한민국 도시) | 수영구의 자매결연도시(3개 대한민국 도시) | 수영구의 자매결연도시(3개 대한민국 도시) |
| 결연일                                   | 이름                                     | 비고                                     |
| ---------------------------------------- | ---------------------------------------- | ---------------------------------------- |
| 1999. 2. 9.                              | 전라남도 구례군                          | [ 8 ]                                    |
| 2008. 10. 6.                             | 경상북도 울릉군                          | [ 9 ]                                    |
| 2014. 12. 26.                            | 미국 샌프란시스코                        | [ 10 ]                                   |

## 같이 보기
- 광안대교
- 대한민국의 지리